# Кудрявцева, Анна Васильевна
А́нна Васи́льевна Кудря́вцева (1901—1988) — советский педагог, государственный деятель. Заслуженный учитель школы РСФСР (1945). Депутат Верховного Совета СССР II созыва.

## Биография
Родилась в семье служащего в Зейском складе (ныне г. Зея) в Амурской области, а в 1910 году с родителями переезжает в г. Благовещенск. По окончании Благовещенской женской гимназии и педагогических курсов в Благовещенске с осени 1919 до 1921 года преподавала русский язык в Александровском высшем начальном училище с. Бочкарёво.
- 1921–1922 — учитель школы 1-й ступени в Благовещенске
- 1922–1923 — педагог Благовещенского детского дома им. Ильича
- 1924–1929 — заведующая школой им. Кольцова[1]

В 1930 года переехала в Сахалинскую область. 
- 1930—1931 — учитель школы 1-й ступени в г. Александровске
- 1931–1932 — заведующая учебной частью средней школы № 1 г. Александровска[1]
- 1932—1948 – директор средней школы № 1 г. Александровска
- 1941 г. — вступила в ряды ВКП(б)[2]

Депутат Александровского городского Совета (1934–1937), Сахалинского областного Совета депутатов трудящихся (1939–1942). 10 февраля 1946 года избрана в Верховный Совет СССР II созыва (от Сахалинского избирательного округа №92). Участвовала в создании системы народного образования на Южном Сахалине. 
В 1948 году назначена директором Южно-Сахалинской средней школы №11 и в этой должности проработала до лета 1952 года (когда её сменила З. И. Наполова). В сентябре 1951 года избрана в состав Сахалинского областного комитета защиты мира. Уехав в Сахалина, проживала в Риге, затем в Ленинграде. 
Умерла в Ленинграде 25 июня 1988 года.

## Звания и награды
- Орден Ленина (04.05.1939) — за «выдающиеся успехи в деле школьного обучения и советского воспитания детей в сельских школах, за отличную постановку учебной работы и активное участие в общественной жизни в деревне»
- Отличник народного просвещения РСФСР (1943)
- Заслуженный учитель РСФСР (май 1945)
- Медаль «За доблестный труд в Великой Отечественной войне 1941—1945 гг.» (декабрь 1945)[2]